# ジューホアン語
ジューホアン語（Juǀʼhoan (Zhuǀʼhõasi, Dzuǀʼoasi, Zû-ǀhoa, JuǀʼHoansiとも表記)）は、ジュー・ホアン語族に属するクン語の南部方言であり、ナミビア北東部で約3万人、ボツワナの北西地区で約5000人の話者がいる。4つの方言はEpukiro、Tsumkwe、Rundu、Omatakoであり、TsumkweやǂKxʼauǁʼeinとも表される。

## 音韻

### 母音
母音には口音の/i e a o u/と鼻母音の/ĩ ẽ ã õ ũ/がある。